# Iglesia del Monasterio de San Miguel (Bárcena del Monasterio)
El monasterio de San Miguel de Bárcena se encuentra situado en la localidad de Bárcena del Monasterio en el concejo asturiano de Tineo.
La actual construcción data del siglo XIII, aunque ha sufrido modificaciones. Se estructura en nave única y ábside semicircular. En el lado norte se abrió en el siglo XVI una capilla. En la cabecera se sitúan la sacristía y un pequeño absidiolo abovedado.
La iglesia conserva dos portadas románicas y una ventana geminada de su primitiva fábrica prerrománica. En el interior toda la parte de la cabecera está decorada con pinturas murales del siglo XVI.
Su fundación se remonta al siglo X con la reconstrucción de una antigua edificación existente por el conde Vela Núñez y su esposa la condesa Totilde.

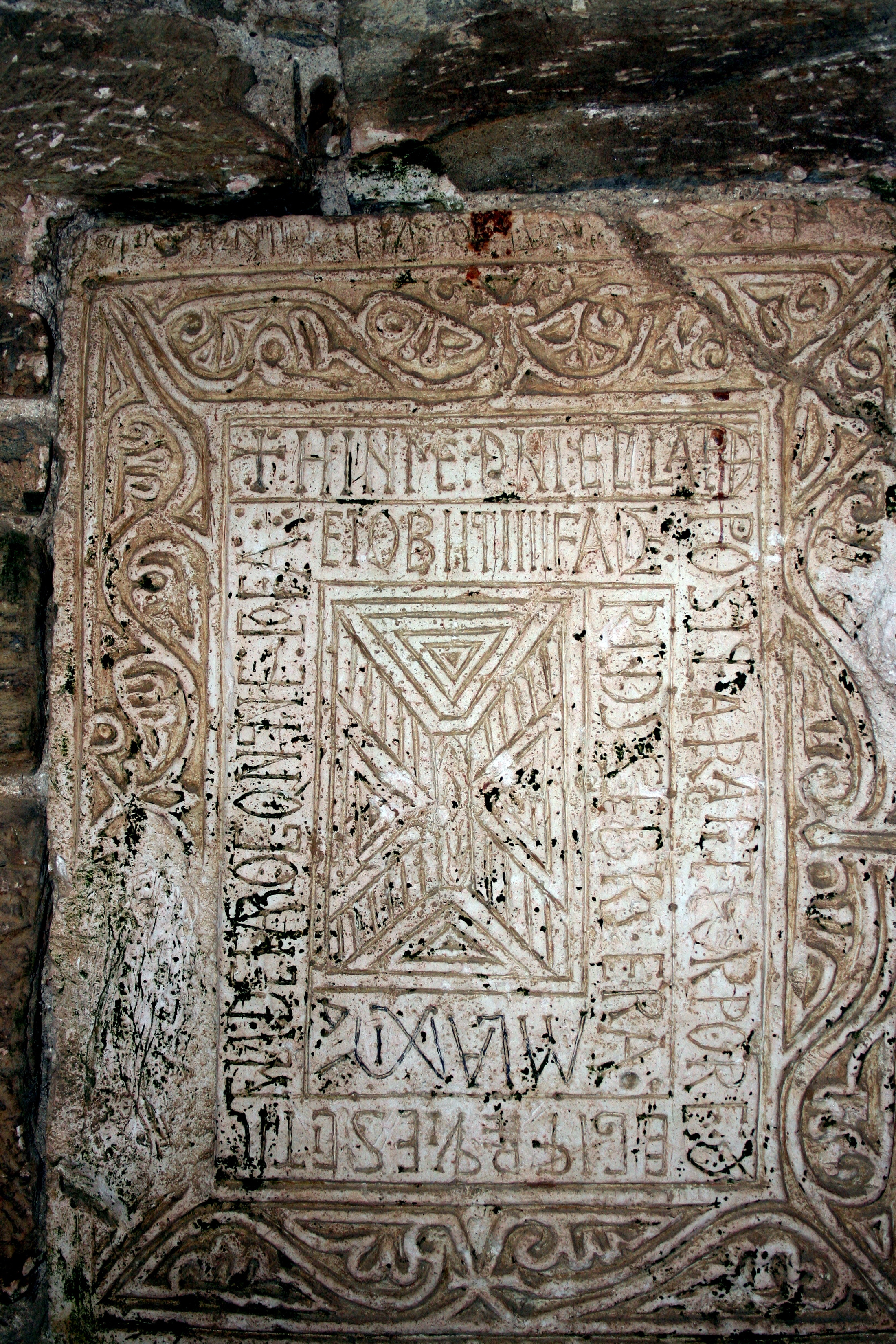
Inscripción funeraria de Arogonti.

De la primera construcción han llegado a nuestros días pocos elementos, sólo una ventana bífora y la inscripción funeraria de Arogontine. 
La inscripción traducida indica 

«En el nombre del señor. Esta piedra está puesta a la cabeza del cuerpo y reza: Descansa aquí la sierva de dios Arogontine confesa, y murió el miércoles 1 de septiembre del año 1003 »

Etimológicamente Bárcena significa lugar llano próximo a un río, el cual lo inunda, en todo o en parte, con cierta frecuencia
Alfonso V de León, el 1 de mayo de 1010, le otorgó la concesión que comprendía el privilegio de todo tributo regio para sus habitantes con renuncia expresa al derecho de montazgo por la que los aldeanos debía de pagar al monasterio y no a los nobles por el uso de la tierra. Les cedió además tierras en las brañas vaqueiras.
El monasterio perteneció a la jurisdicción del Monasterio de San Juan Bautista de Corias.

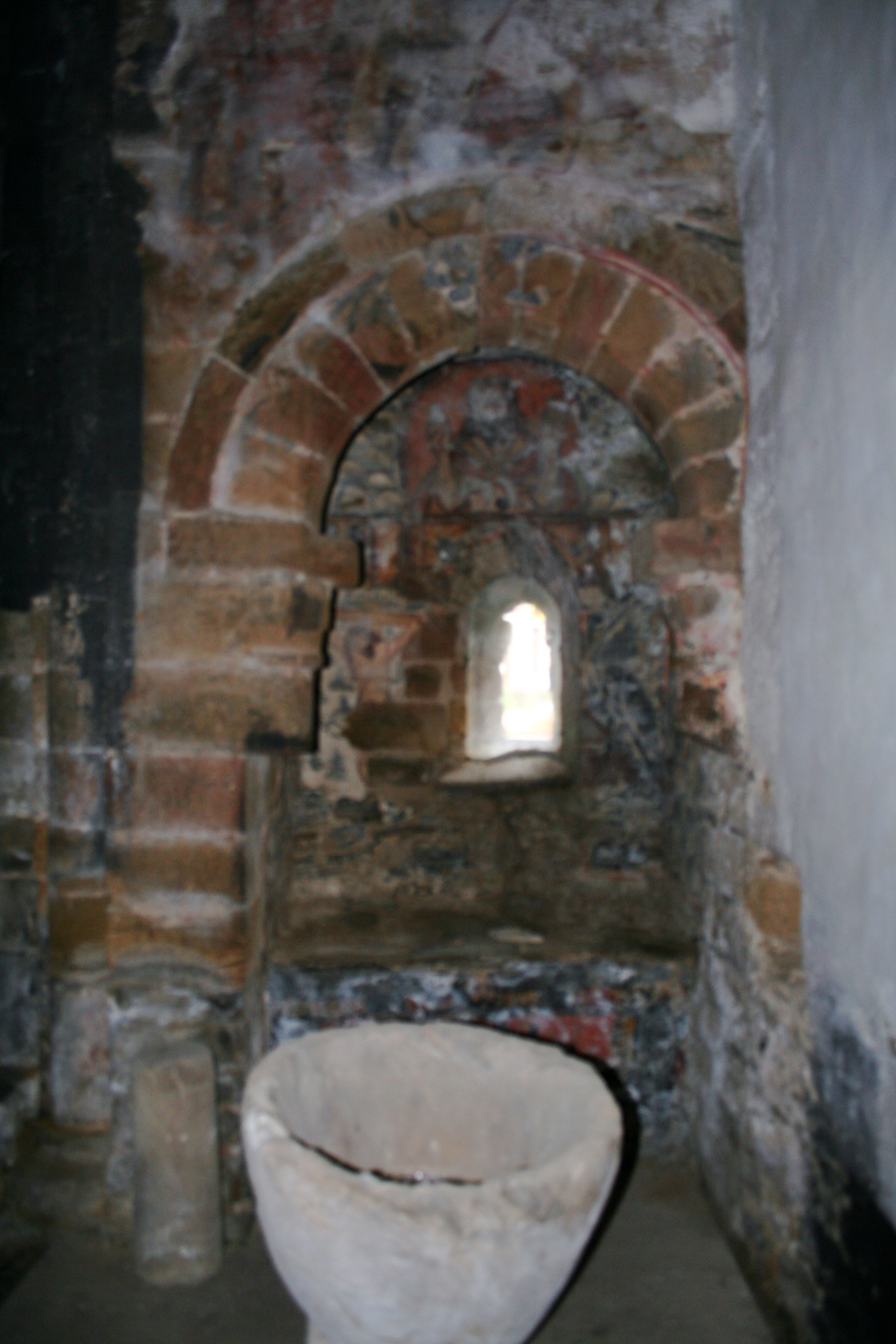
Interior iglesia, con la pila bautismal.
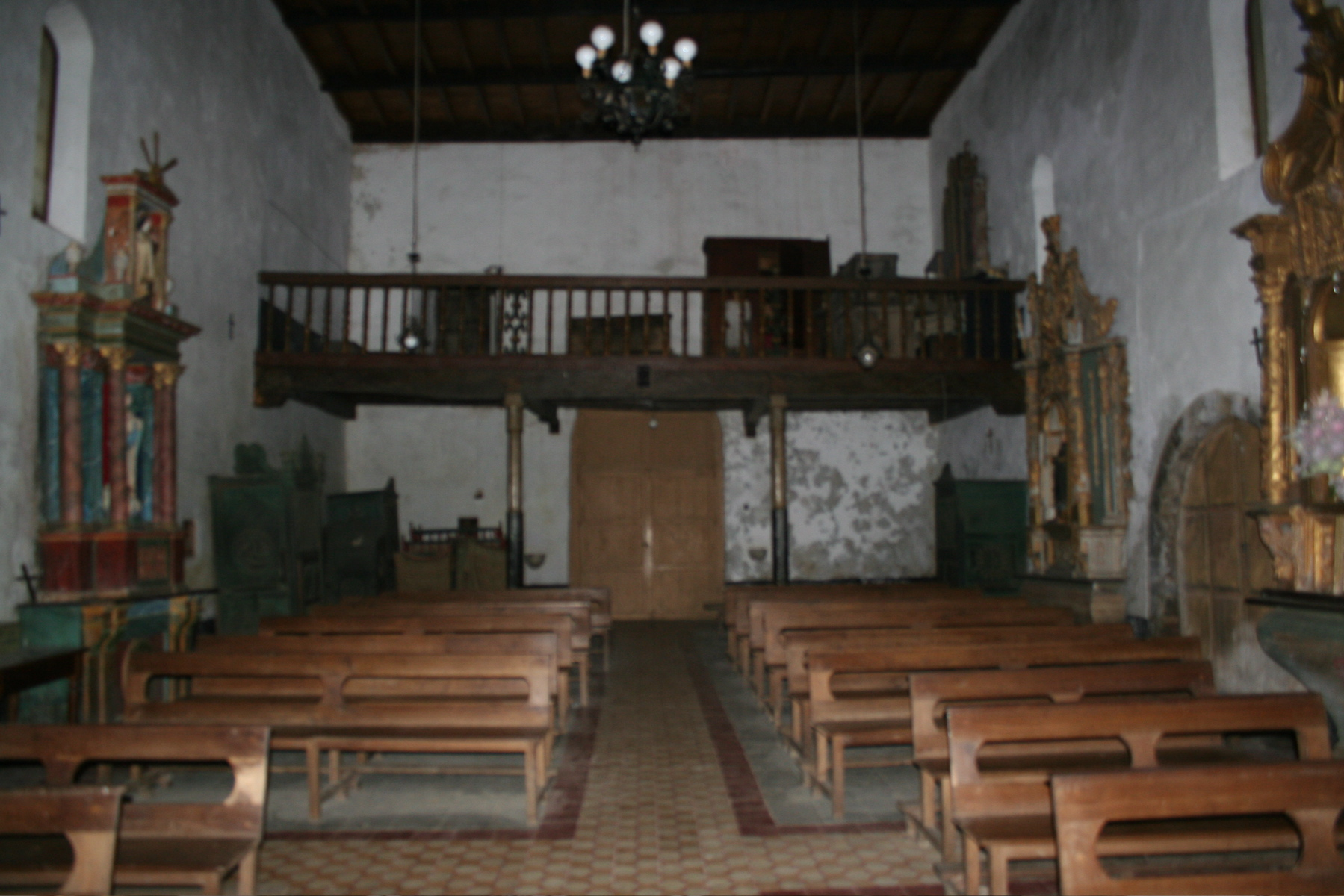
Iglesia de San Miguel de Bárcena.
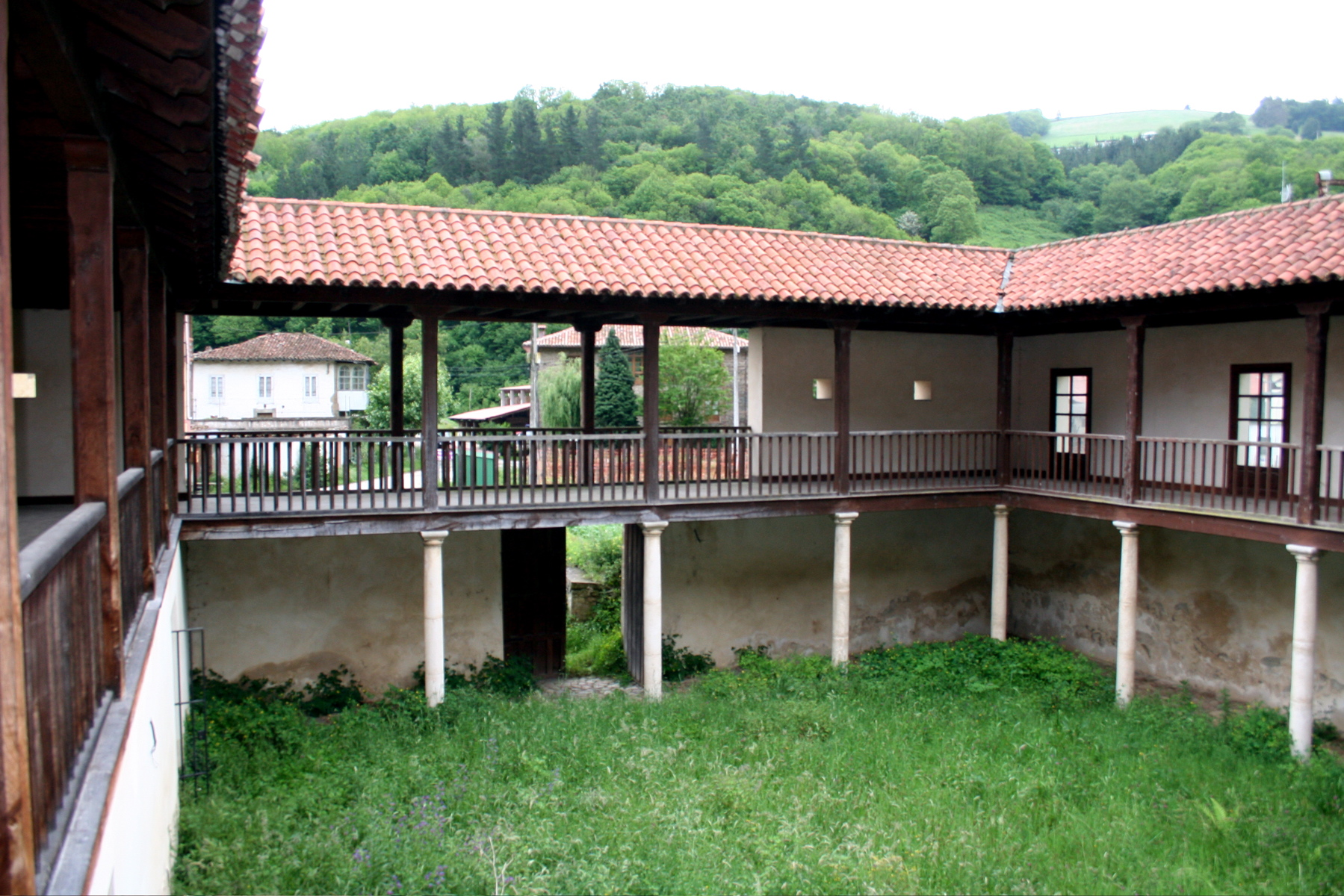
Claustro del monasterio.
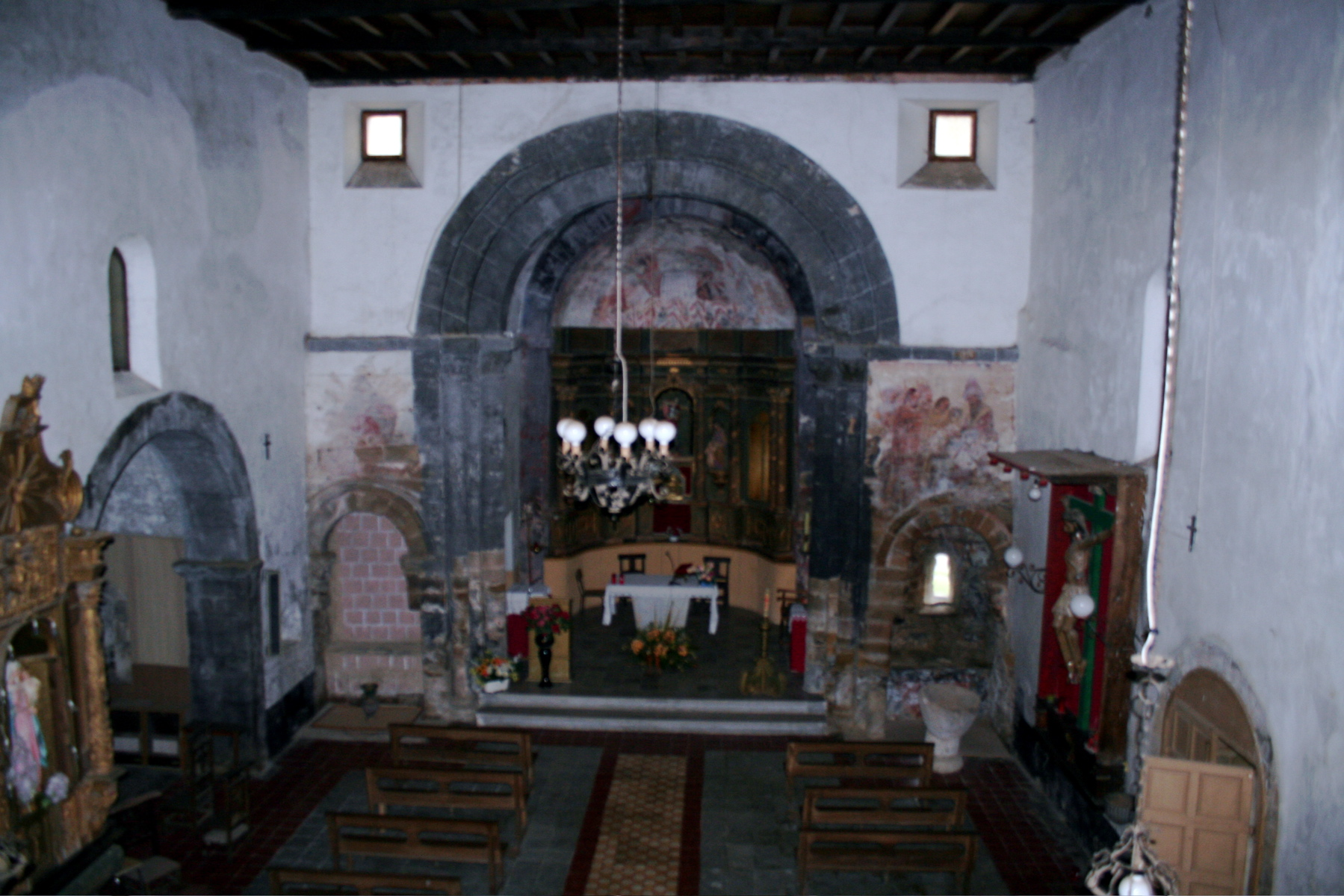
Ábside de la iglesia del monasterio.
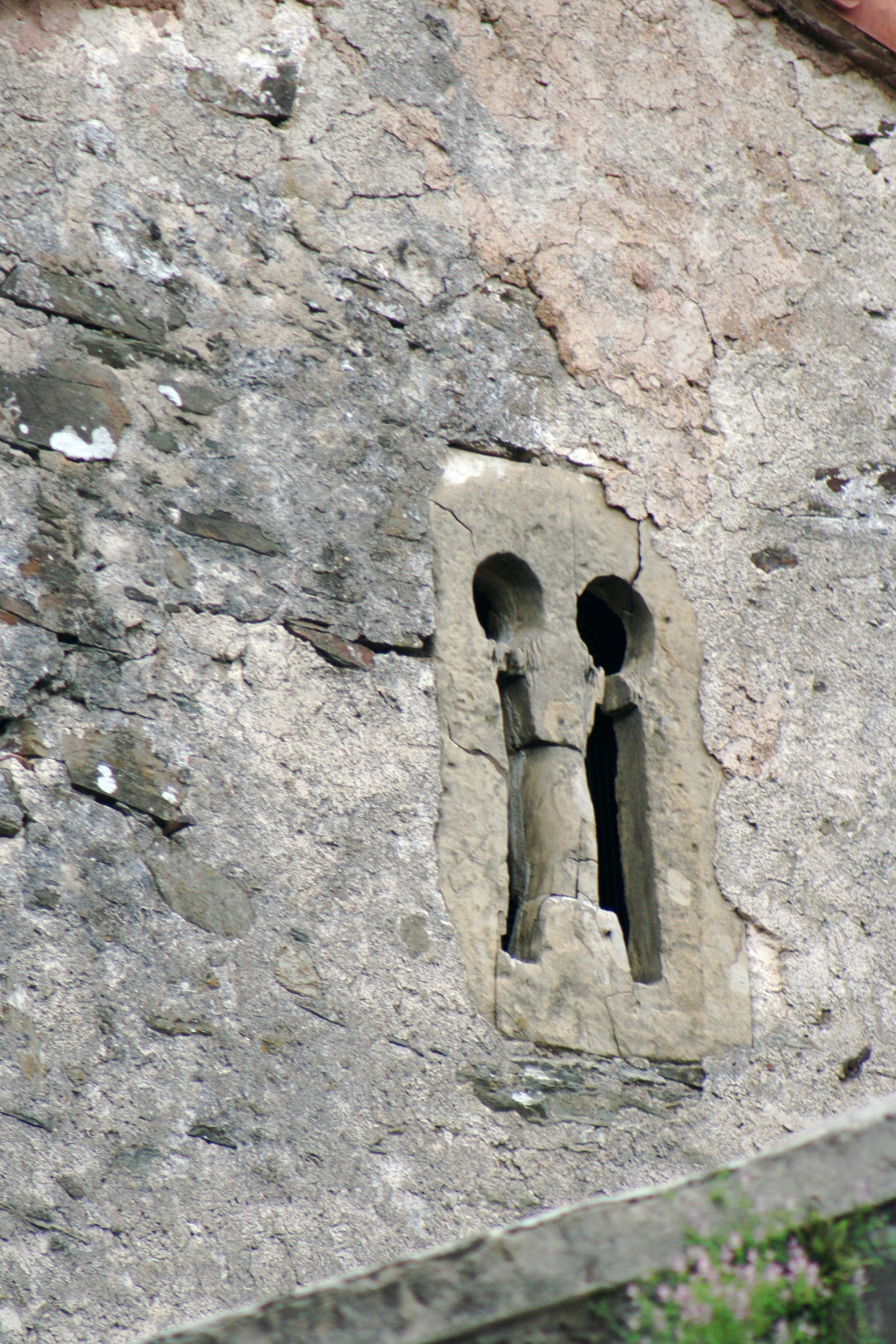
Ventana bífora prerrománica del monasterio.